# Notropis imeldae
Notropis imeldae (tên tiếng Tây Ban Nha là Sardinita De Rio Verde) là một loài cá vây tia thuộc họ Cyprinidae.
Loài này chỉ có ở México.